# Giải bóng đá Hạng Nhất Quốc gia 2017
Giải bóng đá Hạng Nhất Quốc gia 2017 (Với tên đầy đủ: Giải bóng đá Hạng Nhất Quốc gia - Sứ Thiên Thanh 2017 hay tên tiếng Anh: Thien Thanh V.League 2 - 2017) là mùa giải thứ 23 của giải hạng Nhất. Mùa giải bắt đầu khởi tranh từ ngày 11/2/2017 và kết thúc vào ngày 22/7/2017. Giải có sự góp mặt của 7 câu lạc bộ bóng đá là Bình Phước, Huế, Đăk Lắk, Đồng Tháp, Nam Định, Viettel và XM Fico Tây Ninh.

## Thay đổi so với mùa trước
Danh sách các đội bóng có sự thay đổi so với mùa giải 2016:
| Xuống hạng từ V.League 1 2016 - Đồng Tháp Thăng hạng từ Giải hạng nhì 2016 - PVF (Bỏ giải) | Thăng hạng lên V.League 1 2017 - Thành phố Hồ Chí Minh Xuống hạng đến Giải hạng nhì 2017 - Cà Mau Bỏ giải - Đồng Nai - Phú Yên |

## Điều lệ giải đấu
- Các đội bóng thi đấu vòng tròn hai lượt (sân nhà - sân đối phương) để tính

điểm, xếp hạng.
- Đội thắng trận được 3 điểm, đội thua trận sẽ được 0 điểm còn hai đội hoà nhau thì mỗi đội sẽ được 1 điểm.
- Cách tính xếp hạng:

Tính tổng số điểm của mỗi đội đạt được qua toàn giải để xếp hạng. Nếu có từ hai đội trở lên bằng điểm nhau, trước hết, tính kết quả của các trận đấu giữa các đội đó với nhau theo thứ tự:
- Số điểm.
- Hiệu số giữa số bàn thắng và số bàn thua.
- Số bàn thắng.
- Số bàn thắng trên sân đối phương.
Đội có chỉ số cao hơn xếp trên.
Nếu các chỉ số trên bằng nhau, thì tiếp tục xét các chỉ số của toàn bộ các trận
đấu trong giải theo thứ tự:
- Hiệu số giữa tổng số bàn thắng và tổng số bàn thua.
- Tổng số bàn thắng.
- Tổng số bàn thắng trên sân đối phương.
Đội có chỉ số cao hơn xếp trên.
Nếu các chỉ số vẫn bằng nhau, sẽ tổ chức bốc thăm để xác định đội xếp trên.
Trong trường hợp việc xác định thứ hạng của hai đội bằng điểm nhau có ý nghĩa quyết định đến vị trí có huy chương hoặc xuống hạng, Ban tổ chức giải sẽ tổ chức thêm một trận đấu phụ (play off) giữa hai đội để xếp thứ hạng, thời gian và địa điểm tổ chức trận đấu do Ban tổ chức giải quyết định.
Khi xếp hạng tạm thời ở các lượt trận đấu của giải, trong trường hợp các đội bằng điểm nhau mà chưa gặp nhau hết thì khi xét các chỉ số phụ, chỉ tính theo mục như trên.
Đội xếp thứ nhất là đội vô địch, tiếp đến là đội thứ nhì, đội thứ ba... đến đội xếp hạng cuối cùng.
Kết thúc giải, đội có thứ hạng cao nhất được thăng hạng, chuyển lên thi đấu tại giải V-league 1 năm 2018. Đội xếp hạng thấp nhất sẽ phải thi đấu trận đấu play-off với đội xếp thứ Tư tại giải hạng Nhì Quốc gia năm 2017 để xác định đội được quyền thi đấu tại giải Hạng nhất Quốc gia năm 2018.

## Các đội bóng
| Đội bóng      | Địa điểm      | Sân vận động               | Sức chứa |
| ------------- | ------------- | -------------------------- | -------- |
| Bình Phước    | Đồng Xoài     | Sân vận động Bình Phước    | 10,000   |
| Đắk Lắk       | Buôn Ma Thuột | Sân vận động Buôn Ma Thuột | 25,000   |
| Đồng Tháp     | Cao Lãnh      | Sân vận động Cao Lãnh      | 18,000   |
| Huế           | Huế           | Sân vận động Tự Do         | 20,000   |
| Fico Tây Ninh | Tây Ninh      | Sân vận động Tây Ninh      | 15,500   |
| Nam Định      | Nam Định      | Sân vận động Thiên Trường  | 30,000   |
| Viettel       | Hà Nội        | Sân vận động Hàng Đẫy      | 20,000   |

### Huấn luyện viên và nhà tài trợ
| Đội bóng      | Huấn luyện viên | Đội trưởng           | Nhà sản xuất trang phục thi đấu | Nhà tài trợ trang phục thi đấu          |
| ------------- | --------------- | -------------------- | ------------------------------- | --------------------------------------- |
| Bình Phước    | Lê Thanh Xuân   | Đặng Trần Hoàng Nhựt |                                 |                                         |
| Đắk Lắk       | Trần Phi Ái     | Nguyễn Quốc Thanh    |                                 |                                         |
| Fico Tây Ninh | Mang Văn Xích   | Lâm Văn Ngoan        |                                 | Xi măng Fico                            |
| Huế           | Nguyễn Đức Dũng | Trần Đình Minh Hoàng |                                 |                                         |
| Nam Định      | Phạm Hồng Phú   | Nguyễn Hữu Định      | Adidas                          | Gạch men Mikado                         |
| Viettel       | Nguyễn Hải Biên | Bùi Tiến Dũng        | Mitre                           | BankPlus                                |
| Đồng Tháp     | Trần Công Minh  | Trần Minh Lợi        | Codad                           | XSKT Đồng Tháp, Đại Học Văn Hiến, Ranee |

## Bảng xếp hạng
| VT | Đội             | ST | T | H | B | BT | BB | HS  | Đ  | Thăng hạng hoặc xuống hạng       |
| -- | --------------- | -- | - | - | - | -- | -- | --- | -- | -------------------------------- |
| 1  | Nam Định (C, P) | 12 | 7 | 2 | 3 | 17 | 14 | +3  | 23 | Thăng hạng lên V.League 1 2018   |
| 2  | Huế             | 12 | 5 | 5 | 2 | 21 | 10 | +11 | 20 |                                  |
| 3  | Bình Phước      | 12 | 6 | 1 | 5 | 11 | 12 | −1  | 19 |                                  |
| 4  | Viettel         | 12 | 4 | 6 | 2 | 15 | 9  | +6  | 18 |                                  |
| 5  | Đắk Lắk         | 12 | 4 | 3 | 5 | 14 | 18 | −4  | 15 |                                  |
| 6  | Fico Tây Ninh   | 12 | 2 | 5 | 5 | 13 | 20 | −7  | 11 |                                  |
| 7  | Đồng Tháp (O)   | 12 | 1 | 4 | 7 | 15 | 23 | −8  | 7  | Tham dự play-off V.League 2 2018 |

## Kết quả các vòng đấu
| Nhà \ Khách[1] | BPC | DLK | DTP | FTN | HUE | NDI | VTL |
| Bình Phước     |     | 1–0 | 3–2 | 1–0 | 0–0 | 2–1 | 2–1 |
| Đắk Lắk        | 2–0 |     | 3–2 | 1–0 | 3–2 | 0–1 | 0–2 |
| Đồng Tháp      | 0–1 | 2–2 |     | 1–1 | 0–3 | 0–2 | 0–1 |
| Fico Tây Ninh  | 2–1 | 2–2 | 1–1 |     | 0–3 | 4–2 | 1–1 |
| Huế            | 2–0 | 3–0 | 4–1 | 1–1 |     | 1–1 | 1–1 |
| Nam Định       | 1–0 | 2–0 | 0–4 | 2–1 | 3–1 |     | 1–0 |
| Viettel        | 1–0 | 1–1 | 2–2 | 4–0 | 0–0 | 1–1 |     |

Cập nhật lần cuối: ngày 26 tháng 7 năm 2017.
Nguồn: http://www.vnleague.com
1 ^ Đội chủ nhà được liệt kê ở cột bên tay trái.
Màu sắc: Xanh = Chủ nhà thắng; Vàng = Hòa; Đỏ = Đội khách thắng.

### Play-off trụ hạng
| ngày 5 tháng 8 năm 2017 Play-off | Đồng Tháp                                                    | 2 - 1    | Bình Thuận                      | Quảng Nam                                                   |  |
| 15:30                            | Bạch Đăng Khoa (8) 48' · Nguyễn Ngọc Anh (9) 90+2' 70' 90+2' | Chi tiết | Nguyễn Vũ Trường Giang (18) 57' | Sân vận động: Sân vận động Tam Kỳ Trọng tài: Đặng Quốc Dũng |  |

## Vị trí các đội qua các vòng đấu
| Đội \ Vòng đấu | 1 | 2 | 3 | 4 | 5 | 6 | 7 | 8 | 9 | 10 | 11 | 12 | 13 | 14 |
| -------------- | - | - | - | - | - | - | - | - | - | -- | -- | -- | -- | -- |
| Bình Phước     | 2 | 4 | 2 | 3 | 3 | 3 | 3 | 2 | 4 | 4  | 4  | 3  | 3  | 3  |
| Đắk Lắk        | 6 | 6 | 7 | 7 | 7 | 7 | 5 | 6 | 5 | 5  | 5  | 5  | 5  | 5  |
| Đồng Tháp      | 7 | 3 | 3 | 4 | 5 | 6 | 7 | 7 | 7 | 7  | 7  | 7  | 7  | 7  |
| Bóng đá Huế    | 4 | 2 | 4 | 2 | 2 | 1 | 1 | 1 | 2 | 1  | 3  | 2  | 2  | 2  |
| Nam Định       | 3 | 5 | 5 | 6 | 4 | 4 | 4 | 4 | 1 | 3  | 1  | 1  | 1  | 1  |
| Fico Tây Ninh  | 5 | 7 | 6 | 5 | 6 | 5 | 6 | 5 | 6 | 6  | 6  | 6  | 6  | 6  |
| Viettel        | 1 | 1 | 1 | 1 | 1 | 2 | 2 | 3 | 3 | 2  | 2  | 4  | 4  | 4  |

Cập nhật lần cuối: ngày 26 tháng 7 năm 2017
Nguồn: www.vnleague.com

## Tiến triển mùa giải
| Đội \ Vòng đấu | 1 | 2 | 3 | 4 | 5 | 6 | 7 | 8 | 9 | 10 | 11 | 12 | 13 | 14 |
| -------------- | - | - | - | - | - | - | - | - | - | -- | -- | -- | -- | -- |
| Bình Phước     | W | L | W | L | D | W | - | W | L | -  | L  | W  | L  | W  |
| Đắk Lắk        | L | - | L | L | W | L | W | - | W | D  | D  | L  | D  | W  |
| Đồng Tháp      | L | W | D | L | - | L | L | L | D | D  | D  | L  | -  | L  |
| Fico Tây Ninh  | - | L | D | W | L | D | L | D | - | W  | D  | L  | D  | L  |
| Bóng đá Huế    | D | W | - | W | D | W | D | D | L | D  | -  | W  | W  | L  |
| Nam Định       | D | L | L | W | D | - | W | W | W | L  | W  | W  | W  | -  |
| Viettel        | W | W | W | - | D | D | D | L | D | D  | D  | -  | L  | W  |

Cập nhật lần cuối: ngày 26 tháng 7 năm 2017
Nguồn: www.vnleague.com

## Thống kê mùa giải
Tính đến ngày 26 tháng 7 năm 2017

### Ghi bàn hàng đầu
| Vị trí | Cầu thủ          | Câu lạc bộ       | Số bàn thắng |
| ------ | ---------------- | ---------------- | ------------ |
| 1      | Võ Văn Minh      | Huế              | 5            |
| 1      | Phạm Văn Thuận   | Nam Định         | 5            |
| 1      | Nguyễn Hồng Quân | Đắk Lắk          | 5            |
| 1      | Bùi Duy Thường   | Viettel          | 5            |
| 2      | Nguyễn Thiện Chí | Đồng Tháp        | 4            |
| 2      | Lê Đức Tài       | XM Fico Tây Ninh | 4            |
| 3      | Hoàng Minh Tuấn  | Nam Định         | 3            |
| 3      | Nguyễn Trọng Đại | Viettel          | 3            |
| 3      | Trần Minh Lợi    | Đồng Tháp        | 3            |
| 3      | Võ Lý            | Huế              | 3            |
| 3      | Hoàng Ngọc Hùng  | XM Fico Tây Ninh | 3            |
| 3      | Y Thăng Ê Ban    | Đắk Lắk          | 3            |

### Đá phản lưới nhà
| Cầu thủ           | Câu lạc bộ | Đối thủ   | Vòng đấu |
| ----------------- | ---------- | --------- | -------- |
| Y Thăng Êban      | Đắk Lắk    | Nam Định  | 4        |
| Hồ Trường Khang   | Đồng Tháp  | Huế       | 4        |
| Nguyễn Quốc Thanh | Đắk Lắk    | Đồng Tháp | 7        |

### Ghi hattrick
| Cầu thủ | Đội bóng | Đối thủ | Kết quả | Ngày ghi |
| ------- | -------- | ------- | ------- | -------- |

### Những con số biết nói
- Chiến thắng trên sân nhà với tỷ số đậm nhất: Viettel thắng 4-0 trước XM Fico Tây Ninh trên sân Thiên Trường ở vòng 14 vào ngày 26 tháng 7 năm 2017.
- Chiến thắng trên sân khách với tỷ số đậm nhất: Nam Định để thua 0-4 trước Đồng Tháp trên sân Thiên Trường ở vòng 2 vào ngày 18 tháng 2 năm 2017.
- Trận đấu có nhiều bàn thắng nhất: 6 bàn thắng trong trận đấu giữa XM Fico Tây Ninh thắng 4-2 trước Nam Định trên sân Tây Ninh ở vòng 10 vào ngày 1 tháng 7 năm 2017.
- Đội bóng có chuỗi trận thắng dài nhất 3 trận đấu đó là:Viettel từ ngày 11 tháng 2 (vòng 1) đến ngày 25 tháng 2 năm 2017 (vòng 3); Nam Định từ ngày 5 tháng 7 (vòng 11) đến ngày 15 tháng 7 năm 2017 (vòng 13).
- Đội bóng có chuỗi bất bại lâu nhất 7 trận đấu, đó là Huế từ ngày 11 tháng 2 (vòng 1) đến ngày 1 tháng 4 năm 2017 (vòng 8).
- Đội bóng có chuỗi không thắng dài nhất 10 trận đấu, đó là Đồng Tháp từ ngày 25 tháng 2 (vòng 3) đến ngày 26 tháng 7 năm 2017 (vòng 14).
- Đội bóng có chuỗi các trận thua dài nhất 4 trận, đó là Đồng Tháp từ ngày 4 tháng 3 (vòng 4) đến ngày 1 tháng 4 năm 2017 (vòng 8).
- Khán giả tham dự nhiều nhất 20.000 khán giả trong trận đấu giữa Nam Định thắng Viettel với tỷ số 1-0 trên sân Thiên Trường ở vòng 13 vào ngày 26 tháng 7 năm 2017.
- Khán giả tham dự ít nhất 200 khán giả trong trận đấu giữa Viettel hòa 1-1 với Đắk Lắk trên Sân vận động Quốc gia Mỹ Đình ở vòng 11 vào ngày 5 tháng 7 năm 2017.

## Số khán giả
Tính đến ngày 26 tháng 7 năm 2017

### Theo vòng đấu
| Vòng đấu  | Tổng cộng | Số trận | Trung bình khán giả |
| --------- | --------- | ------- | ------------------- |
| Vòng 1    | 7,000     | 3       | 2,333               |
| Vòng 2    | 9,900     | 3       | 3,300               |
| Vòng 3    | 5,200     | 3       | 1,733               |
| Vòng 4    | 7,500     | 3       | 2,500               |
| Vòng 5    | 3,000     | 3       | 1,000               |
| Vòng 6    | 7,000     | 3       | 2,333               |
| Vòng 7    | 5,500     | 3       | 1,833               |
| Vòng 8    | 5,500     | 3       | 1,833               |
| Vòng 9    | 8,400     | 3       | 2,800               |
| Vòng 10   | 7,000     | 3       | 2,333               |
| Vòng 11   | 6,700     | 3       | 2,233               |
| Vòng 12   | 2,700     | 3       | 900                 |
| Vòng 13   | 26,000    | 3       | 8,667               |
| Vòng 14   | 2,500     | 3       | 833                 |
| Tổng cộng | 103,900   | 42      | 2,474               |

### Theo câu lạc bộ
| VT | Đội                      | Tổng số | Cao    | Thấp  | Trung bình | Thay đổi |
| -- | ------------------------ | ------- | ------ | ----- | ---------- | -------- |
| 1  | Nam Định                 | 43.000  | 20.000 | 3.000 | 7.167      | n/a†     |
| 2  | Bóng đá Huế              | 19.000  | 4.000  | 2.000 | 3.167      | n/a†     |
| 3  | Fico Tây Ninh            | 13.500  | 3.000  | 1.500 | 2.250      | n/a†     |
| 4  | Đắk Lắk                  | 8.500   | 2.000  | 1.000 | 1.417      | n/a†     |
| 5  | Bình Phước               | 8.200   | 3.500  | 500   | 1.367      | n/a†     |
| 6  | Đồng Tháp                | 7.200   | 2.000  | 500   | 1.200      | n/a†     |
| 7  | Viettel                  | 4.500   | 1.500  | 200   | 750        | n/a†     |
|    | Tổng số khán giả cả giải | 103.900 | 20.000 | 200   | 2.474      | +12,1%†  |

Cập nhật lần cuối vào ngày 26 tháng 7 năm 2017
Nguồn: Vietnam Professional Football

## Tổng kết mùa giải
Các danh hiệu cá nhân và tập thể được bình chọn sau khi kết thúc V.League 2-2017
- Cầu thủ xuất sắc nhất câu lạc bộ V.League 2-2017:

| Thứ tự | Cầu thủ              | Đội bóng         |
| ------ | -------------------- | ---------------- |
| 1      | Rơ Lan Dem           | Bình Phước       |
| 2      | Trần Đình Minh Hoàng | CLB Bóng đá Huế  |
| 3      | Đinh Viết Tú         | Nam Định         |
| 4      | Bùi Tiến Dũng        | Viettel          |
| 5      | Trần Phú Nguyên      | XM Fico Tây Ninh |
| 6      | Nguyễn Quốc Thanh    | Đắk Lắk          |
| 7      | Nguyễn Thiện Chí     | Đồng Tháp        |